# Grand Prix automobile de France 1914

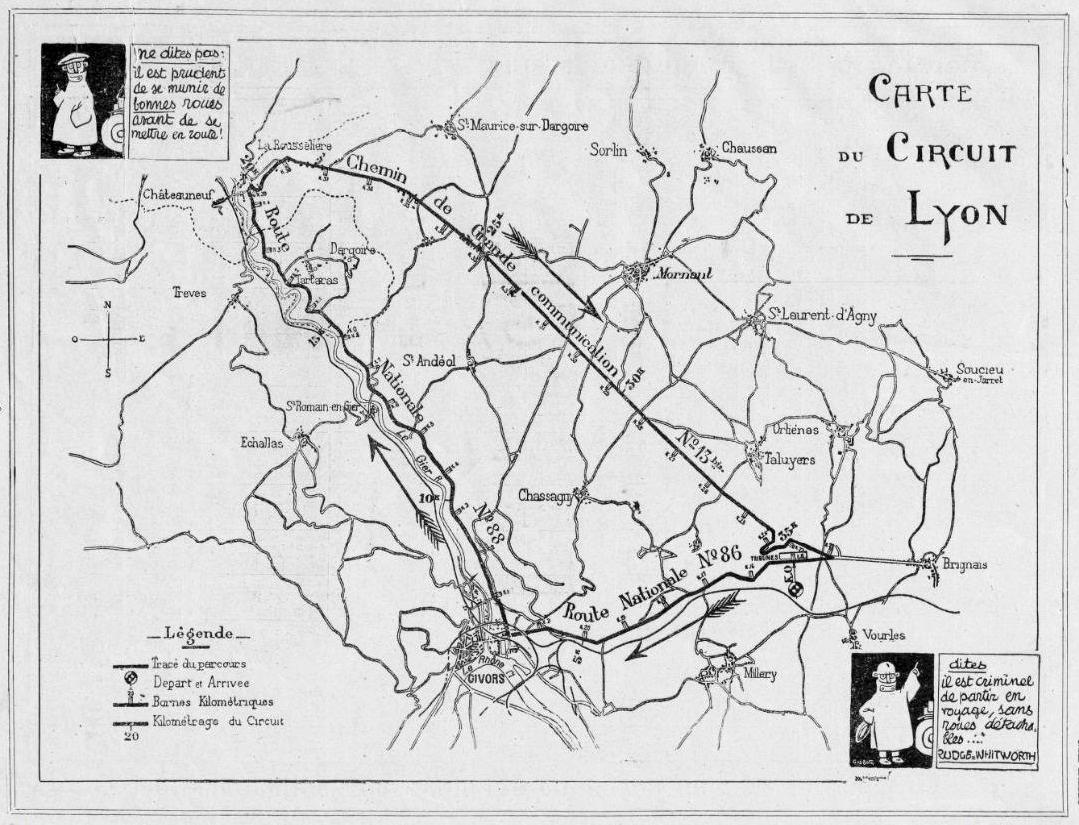
Plan du circuit.

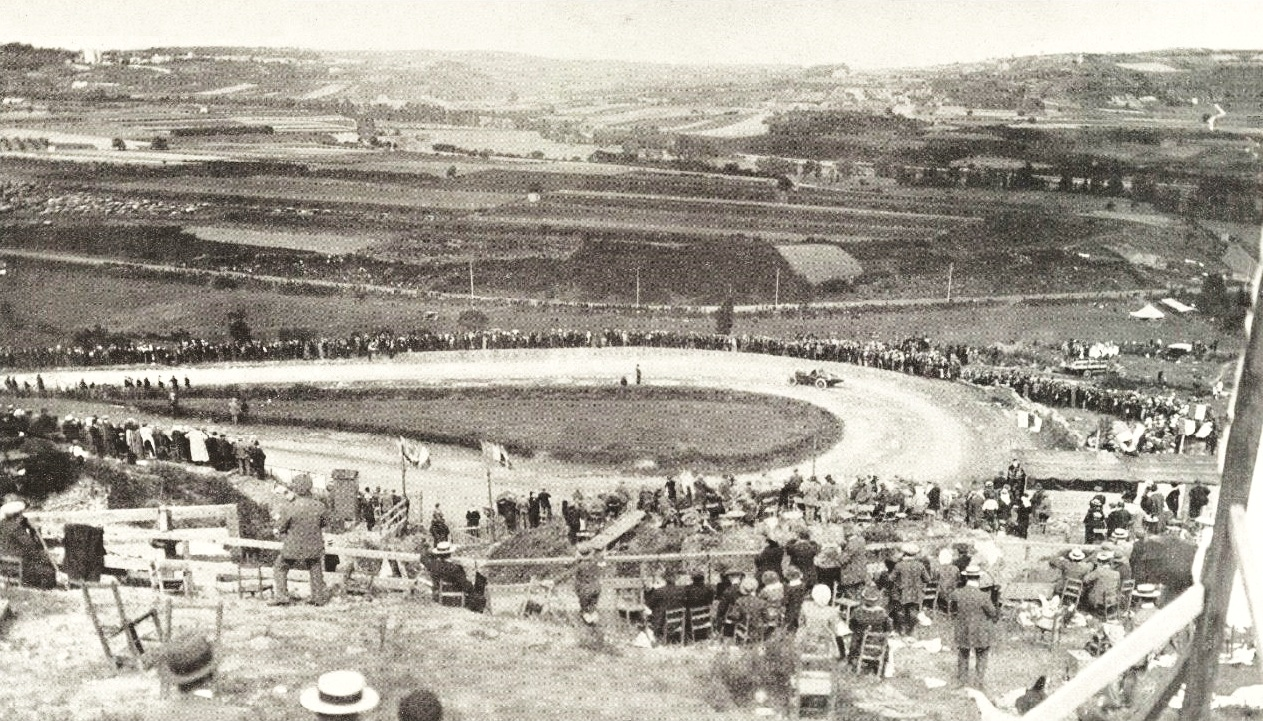
Le circuit de Lyon.

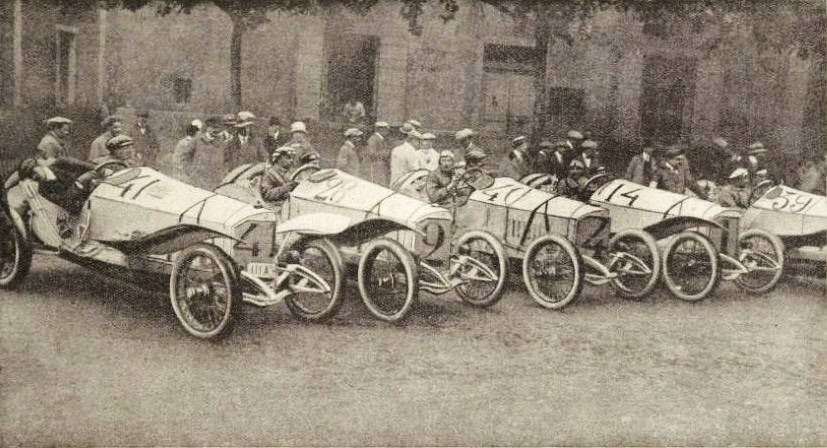
L'équipe Mercedes au Grand Prix de Lyon en 1914.

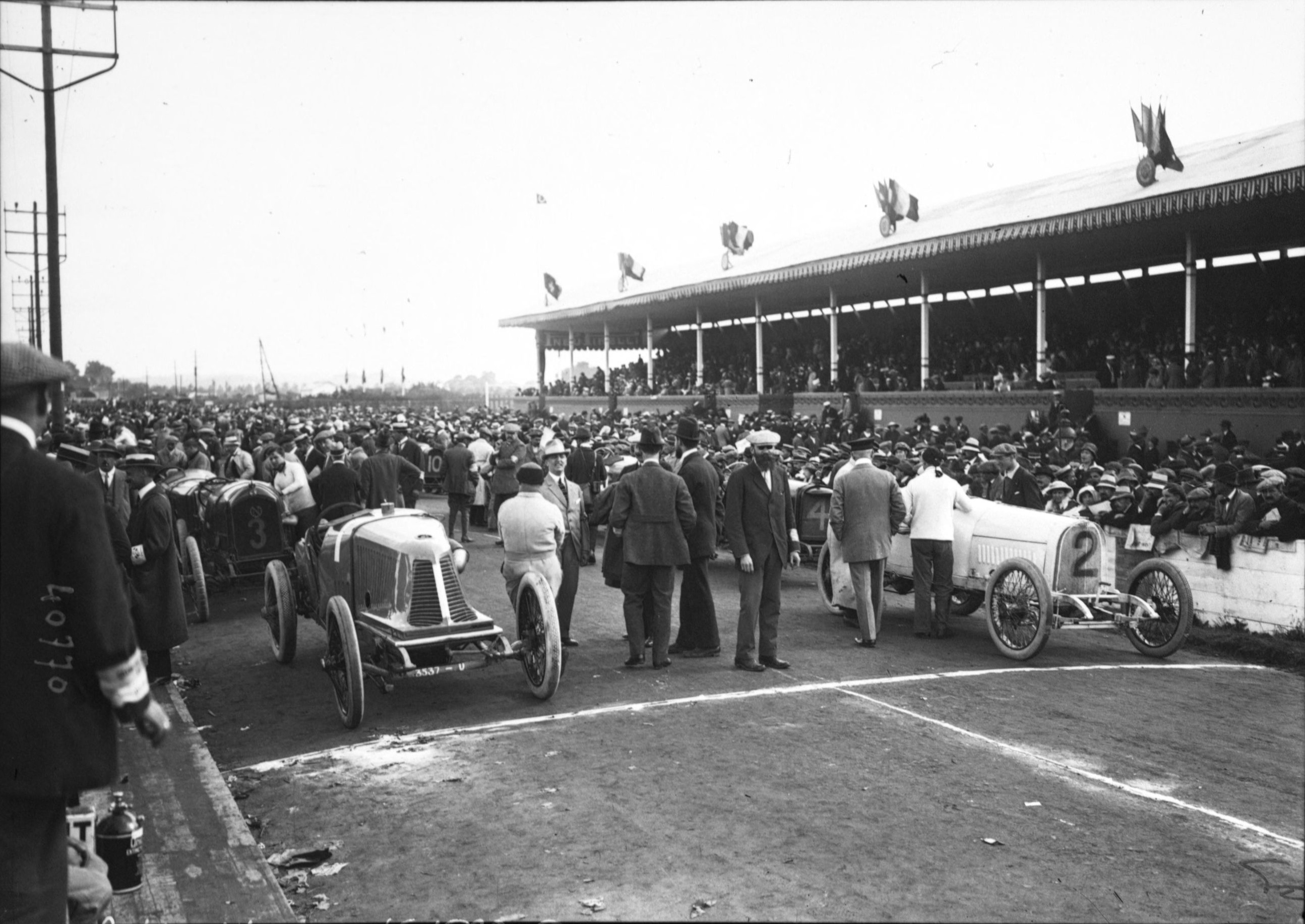
Grille de départ du GP de l'A.C.F. 1914.

Le Grand Prix automobile de France 1914 est un Grand Prix qui s'est tenu à Lyon le 4 juillet 1914.

## Classement de la course
| Pos. | no | Pilote                   | Écurie                         | Châssis            | Tours | Temps/Abandon       |
| ---- | -- | ------------------------ | ------------------------------ | ------------------ | ----- | ------------------- |
| 1    | 28 | Christian Lautenschlager | Daimler AG                     | Mercedes GP        | 20    | 7 h 8 min 18 s 4    |
| 2    | 40 | Louis Wagner             | Daimler AG                     | Mercedes GP        | 20    | + 1 min 35 s 8      |
| 3    | 39 | Otto Salzer              | Daimler AG                     | Mercedes GP        | 20    | + 4 min 57 s 4      |
| 4    | 19 | Jules Goux               | SA des Autos et Cycles Peugeot | Peugeot EX5        | 20    | + 9 min 28 s 8      |
| 5    | 24 | Dario Resta              | Sunbeam                        | Sunbeam            | 20    | + 19 min 59 s       |
| 6    | 17 | Dragutin Esser           | Privée                         | Nagant             | 20    | + 32 min 9 s 8      |
| 7    | 32 | Victor Rigal             | SA des Autos et Cycles Peugeot | Peugeot EX5        | 20    | + 36 min 9 s 8      |
| 8    | 35 | Arthur Duray             | Automobiles Delage             | Delage S           | 20    | + 43 min 13 s 6     |
| 9    | 6  | René Champoiseau         | Privée                         | Théodore Schneider | 20    | + 58 min 33 s 2     |
| 10   | 2  | Carl Jörns               | Opel AG                        | Opel               | 20    | + 1 h 8 min 51 s 2  |
| 11   | 27 | Antonio Fagnano          | Fiat SpA                       | Fiat S74           | 20    | + 1 h 17 min 52 s 6 |
| Abd. | 5  | Georges Boillot          | SA des Autos et Cycles Peugeot | Peugeot EX5        | 19    | Moteur              |
| Abd. | 23 | Albert Guyot             | Automobiles Delage             | Delage S           | 18    | Moteur              |
| Abd. | 22 | Jean Porporato           | Privée                         | Nazzaro GP         | 18    | Moteur              |
| Abd. | 3  | Leon Elskamp             | Privée                         | Nagant             | 18    | Embrayage           |
| Abd. | 11 | Paul Tournier            | Privée                         | Pic-Pic            | 18    | Accident            |
| Abd. | 9  | Paul Bablot              | Automobiles Delage             | Delage S           | 16    | Moteur              |
| Abd. | 16 | Emile Erndtmann          | Opel AG                        | Opel               | 12    | Transmission        |
| Abd. | 30 | Franz Breckheimer        | Opel AG                        | Opel               | 12    |                     |
| Abd. | 10 | Jean Chassagne           | Sunbeam                        | Sunbeam            | 12    |                     |
| Abd. | 1  | Ferenc Szisz             | Privée                         | Alda               | 11    | Accident            |
| Abd. | 13 | Alessandro Cagno         | Fiat SpA                       | Fiat S74           | 10    | Soupape             |
| Abd. | 15 | Piero Pietro             | Privée                         | Alda               | 10    |                     |
| Abd. | 36 | Kenelm Lee Guinness      | Sunbeam                        | Sunbeam            | 9     | Moteur              |
| Abd. | 34 | de Moraes                | Privée                         | Nazzaro GP         | 8     | Moteur              |
| Abd. | 20 | Fernand Gabriel          | Privée                         | Théodore Schneider | 8     | Moteur              |
| Abd. | 33 | Henri Juvanon            | Privée                         | Théodore Schneider | 8     | Moteur              |
| Abd. | 25 | Thomas Clarke            | Privée                         | Pic-Pic            | 8     | Roue                |
| Abd. | 38 | Jack Scales              | Fiat SpA                       | Fiat S74           | 7     | Transmission        |
| Abd. | 29 | Maurice Tabuteau         | Privée                         | Alda               | 7     | Accident            |
| Abd. | 18 | Ralph DePalma            | Privée                         | Vauxhall           | 7     | Transmission        |
| Abd. | 14 | Max Sailer               | Daimler AG                     | Mercedes GP        | 5     | Suspension          |
| Abd. | 8  | Felice Nazzaro           | Privée                         | Nazzaro GP         | 3     | Moteur              |
| Abd. | 41 | Théodore Pilette         | Daimler AG                     | Mercedes GP        | 3     |                     |
| Abd. | 31 | William Watson           | Privée                         | Vauxhall           | 2     | Carburateur         |
| Abd. | 4  | John Hancock             | Privée                         | Vauxhall           | 1     | Moteur              |
| Abd. | 26 | Meo Costantini           | Privée                         | Aquila Italiana    | 1     | Moteur              |

- Légende : Abd.=Abandon - NP.=Non Partant

## Pole position et record du tour
- Pole position :  Ferenc Szisz (Mercedes) et  Carl Jörns (Opel) se partage la pole position. Les deux pilotes partent en même temps de la première ligne. Cette place leur a été attribuée par tirage au sort.
- Record du tour :  Max Sailer (Mercedes) en 20 min 6 s 0 (vitesse moyenne : 112,331 km/h) au quatrième tour.

## Tours en tête
- Max Sailer : 5 tours (1-5)
- Georges Boillot : 12 tours (6-17)
- Christian Lautenschlager : 3 tours (18-20)